# Parada (Amoeiro)
Parada (llamada oficialmente Santiago de Parada de Amoeiro) es una parroquia y una aldea española del municipio de Amoeiro, en la provincia de Orense, Galicia.

## Toponimia
La parroquia también es conocida por el nombre de Santiago de Parada.

## Organización territorial
La parroquia está formada por ocho entidades de población, constando cinco de ellas en el nomenclátor del Instituto Nacional de Estadística español:
- Burguete (O Burguete)
- Fondo de Vila
- Parada (Parada de Amoeiro)
- Pica (A Pica)
- Portocelos
- Povoanza (A Poboanza)
- Rairo
- Vilaboa

## Demografía

### Parroquia
| Gráfica de evolución demográfica de Parada (parroquia) entre 2000 y 2021 |
|                                                                          |
| Datos según el nomenclátor publicado por el INE.                         |

### Aldea
| Gráfica de evolución demográfica de Parada (aldea) entre 2000 y 2021 |
|                                                                      |
| Datos según el nomenclátor publicado por el INE.                     |